# Ferenc Deák de Kehida
Ferenc Deák de Kehida (inglês arcaico: Francis Deak, em croata:  Franjo Deák; Zala, 17 de outubro de 1803 — Budapeste, 28 de janeiro de 1876) foi uma estadista húngaro e ministro da justiça. Era conhecido como o "o homem sábio da nação".
Ele foi um contribuinte para uma série de eventos importantes na história da Hungria, incluindo a aprovação e o apoio das leis de abril, do Compromisso Austro-Húngaro de 1867 e da Lei das Nacionalidades Húngaras (1868). Embora geralmente apoiasse políticas reformistas, ele foi bem conhecido por encontrar e negociar compromissos de meio-termo razoáveis entre várias facções políticas extremistas ao longo de sua carreira.